# Opera popolare
L'opera popolare è un genere di teatro musicale.
Il termine viene utilizzato soprattutto in Italia per indicare una particolare categoria di spettacolo legato, nelle intenzioni degli autori, alla tradizione musicale e scenica italiana ed europea; si differenzia dal musical, le cui origini sono invece inglesi e soprattutto americane.

## Definizione e caratteristiche
Il concetto di opera popolare nasce dal desiderio di alcuni artisti di coniugare elementi del teatro musicale italiano (in particolare dell'opera verista) con altri derivanti del musical novecentesco di modello anglosassone.
Per la sua non facile classificazione e delimitazione, il termine viene da molti considerato di fatto un sinonimo, o al limite un sottogenere, di musical; i suoi fautori, al contrario, ne rivendicano l'autonomia, sottolineando differenze concettuali e le diverse radici culturali dei due generi.
Rispetto alla tradizionale concezione del musical, l'opera popolare presenta alcuni sostanziali differenze. In essa sono pressoché assenti i momenti di prosa, così come i recitativi, mentre l'intera narrazione è affidata alle canzoni, che si susseguono come brani chiusi o, più raramente, come la presenza di ariosi o leitmotiv. L'elemento musicale inoltre ha generalmente un ruolo preponderante rispetto a quello drammatico e coreografico (i momenti danzati, tipici dei musical tradizionali, sono spesso limitati e secondari, ed in ogni caso appaiono del tutto autonomi alla parte cantata, la recitazione passa in secondo piano rispetto al canto).
L'opera popolare si pone quindi come un'alternativa europea, e più specificatamente italiana, al "musical leggero" della tradizione americana, fenomeno di rinnovamento del teatro musicale nella seconda metà del Novecento, e trova un precedente concettuale (oltre che etimologico) nell'opera rock, genere teatral-musicale sviluppatosi a partire dagli anni sessanta (e che proprio in Italia ha avuto alcuni tra i suoi più interessanti rappresentanti) come modello alternativo ai musical "classici" di Broadway.
A partire dagli anni ottanta tuttavia, una nuova generazione di autori, per lo più europei (Andrew Lloyd Webber, Schonberg & Boublil, il produttore Cameron Mackintosh) ha portato ad un rapido diffondersi ed evolversi di una nuova concezione del teatro musicale, in cui convergono elementi del musical tradizionale, della tradizione operistica europea e dell'opera rock, che ha gradualmente occupato i territori del musical leggero americano (fenomeno a cui gli americani si riferiscono come British Invasion).
Tale fenomeno ha toccato solo marginalmente il teatro italiano, in cui la cultura del musical era all'epoca poco sviluppata, ma la maggiore fortuna e diffusione del genere alla fine degli anni '90 ha portato alla ricerca di nuove strade, cercando anche all'interno della tradizione nazionale. L'opera popolare appare così, secondo gli autori, come il risultato di un percorso parallelo e del tutto autonomo rispetto alla British invasion (malgrado la sua influenza sul piano storico sia inevitabile), sebbene orientato verso un risultato formale talvolta molto vicino.
Nel panorama musicale contemporaneo, mentre nei paesi anglosassoni e dell'area tedesca, dove le varie forme del musical hanno conosciuto una maggiore diffusione, opere di grande impegno produttivo e di riconosciuto valore artistico (Les Miserables, The Phantom of the Opera) utilizzano comunemente la dicitura musical, in Italia un numero crescente di autori predilige il termine Opera popolare per indicare spettacoli musicali di produzione nazionale con contenuti spesso altamente drammatici, accompagnati il più delle volte da una messinscena monumentale; distinguendoli così nettamente dal musical leggero, rispetto al quale l'Opera popolare si propone maggiori velleità artistiche e drammaturgie. 

## Dibattiti
La definizione dell'opera popolare come genere teatrale è stato subito oggetto di accesi dibattiti tanto tra gli esperti di teatro musicale quanto tra gli stessi musicisti. Molti esponenti di entrambe le categorie tendono a negare la separazione tra musical e opera popolare, considerando velleitarie le pretese di autonomia e diversità concettuale, imputando inoltre agli autori l'incapacità di definire nettamente i caratteri e i confini del genere; accuse che i sostenitori del genere negano totalmente, sostenendo la diversa radice e la netta distinzione tra i due generi. In un'intervista rilasciata al Corriere della Sera, il musicista Riccardo Cocciante ha riaffermato con determinazione questa tesi, portando a sostegno della sua tesi differenze stilistiche e concettuali, imputando inoltre al musical un linguaggio anacronistico e inadeguato al pubblico contemporaneo. Le dichiarazioni dell'artista hanno contribuito ad alimentare la querelle circa la natura dell'opera popolare. Ha destato particolare scalpore l'affermazione secondo cui «I musical hanno un linguaggio polveroso, che non ha legami col presente. È musica di 50 anni fa. Che non interessa i giovani. Sono dei riciclaggi», che ha scatenato accese polemiche da parte dei sostenitori di questo genere musicale.

## Principali opere popolari italiane
1. Notre-Dame De Paris di Luc Plamondon e Riccardo Cocciante
2. Tosca amore disperato di Lucio Dalla
3. Dracula Opera Rock della Premiata Forneria Marconi
4. Giulietta e Romeo di Pasquale Panella e Riccardo Cocciante
5. Montecristo di Robert Steiner e Francesco Marchetti
6. Le Vie dal Mare e Dintorni di Emanuele Giunti e autori vari
7. I promessi sposi - Opera moderna